# Alexander Blonz
Alexander Christoffersen Blonz, född 17 april 2000 i Clamart, är en norsk handbollsspelare som spelar för GOG Håndbold. Han spelar som vänstersexa och har sedan 2019 även representerat det norska landslaget.

## Klubbkarriär

### Viking HK
Blonz började sin seniorkarriär i Viking HK. Han gjorde 91 mål på 21 matcher i 2. divisjon (norska tredjedivisionen) 2017/2018. Blonz gjorde även 12 mål på två matcher i uppflyttningskvalet och hjälpte klubben att bli uppflyttade till 1. divisjon. Säsongen 2018/2019 slutade han på 8:e plats i skytteligan med 124 mål på 22 matcher.

### Elverum Håndball
Inför säsongen 2019/2020 värvades Blonz av Elverum Håndball, där han skrev på ett treårskontrakt. Blonz gjorde 94 mål på 21 ligamatcher under säsongen 2019/2020 och hjälpte Elverum till att bli ligamästare och cupmästare. Han gjorde även 57 mål på 14 matcher i EHF Champions League 2019/2020.
Säsongen 2020/2021 gjorde Blonz 30 mål på åtta ligamatcher och Elverum blev på nytt ligamästare samt cupmästare. Han gjorde även 50 mål på 14 matcher i EHF Champions League 2020/2021.

### SC Szeged
Inför säsongen 2021/2022 värvades Blonz till ungerska SC Szeged som ersättare till Jonas Källman.

## Landslagskarriär
Blonz spelade för de olika norska ungdomslandslagen mellan 2017 och 2018. I december 2018 blev han för första gången uttagen i A-landslaget i deras trupp till VM 2019. Blonz blev då den första spelaren född på 2000-talet att få spela VM för Norge. Den 5 januari 2019 gjorde han sina första landslagsmål och blev matchens bästa målskytt med sju gjorda mål i en förberedande match inför VM mot Nederländerna. Under turneringen fick Blonz gott om speltid i de första matcherna och blev bland annat utsedd till matchens bästa spelare i en 41–20-seger över Chile. Han tog silver med Norge vid VM efter en förlust i finalen i Herning mot Danmark med 31–22.
Ett år senare var Blonz en del av Norges trupp som tog brons vid EM 2020. Han var även en del av Norges trupp vid VM 2021 i Egypten.

## Privatliv
Alexander Blonz har en fransk far och norsk mor och de träffades medan de studerade i Paris. Blonz föddes i Clamart, men lärde sig inte franska förrän i grundskolan då de talade norska och engelska i hemmet. Familjen flyttade sedan till Stavanger medan Blonz var barn. Han bär siffran 71 på ryggen för att hedra sin farfar som dog vid 71 års ålder.

## Meriter

### Klubblag
- Elverum Håndball
  - Norsk mästare: 2020, 2021
  - Norsk cupmästare: 2019, 2020

### Landslag
- Världsmästerskap:
  -  Silver: 2019
- Europamästerskap:
  -  Brons: 2020

### Individuellt
- Årets nykomling i Eliteserien: 2019/2020[23]
- Världens bästa unga vänstersexa (född 1998 eller yngre): 2019/2020[24]